# Perusia verticata
Perusia verticata là một loài bướm đêm trong họ Geometridae.